# 江西省舆图

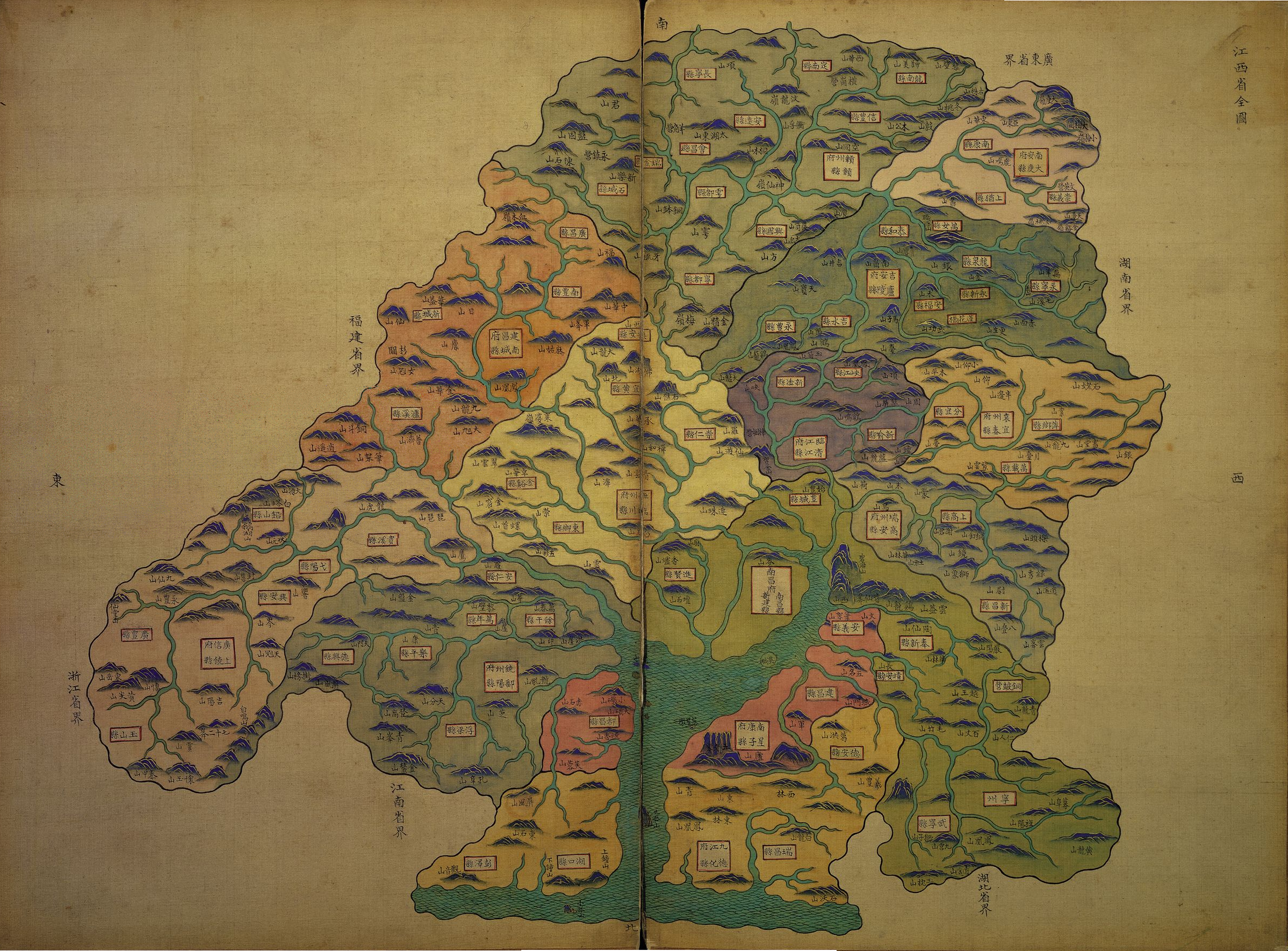
《江西省舆图》概览

《江西省舆图》是一本在清朝时所绘的江西地图集。大约1732年到1743年之间绘制完成。每页40厘米高，54.5厘米宽。绘制手法属于绢本彩绘。

## 內容
《江西省輿圖》总共有一十四頁，第一幅圖是江西的全境總圖，而后的是江西十三府的分圖，分别是南昌府、瑞州府、袁州府、临江府、吉安府、抚州府、建昌府、廣信府、饶州府、南康府、九江府、南安府、赣州府。各圖的主要內容为全贛的山川、城鎮、塔寺觀庵以及亭閣等風景人文建築。
《江西省輿圖》采用的地理標示方向不同於现在的製圖慣例，都属于“南上北下”。也表現出江西的地理走勢——“南高北低”，贛江的水由贛南径直流入贛北的鄱陽湖。

## 外部連結
- 江西省舆图[永久]